# Jabil Biktashev
Jabil Biktashev –en ruso, Хаби́ль Бикта́шев– (23 de mayo de 1957) es un deportista soviético que compitió en judo.
Ganó una medalla de bronce en el Campeonato Mundial de Judo de 1985 y dos medallas en el Campeonato Europeo de Judo, oro en 1983 y plata en 1985.

## Palmarés internacional
| Campeonato Mundial | Campeonato Mundial   | Campeonato Mundial | Campeonato Mundial |
| Año                | Lugar                | Medalla            | Categoría          |
| ------------------ | -------------------- | ------------------ | ------------------ |
| 1985               | Seúl (Corea del Sur) | Medalla de bronce  | Abierta            |
| Campeonato Europeo |                      |                    |                    |
| Año                | Lugar                | Medalla            | Categoría          |
| 1983               | París (Francia)      | Medalla de oro     | +95 kg             |
| 1985               | Hamar (Noruega)      | Medalla de plata   | Abierta            |